# 1751 en architecture
| Années de l'architecture : 1748 - 1749 - 1750 - 1751 - 1752 - 1753 - 1754    |
| Décennies de l'architecture : 1720 - 1730 - 1740 - 1750 - 1760 - 1770 - 1780 |

Cet article présente les faits marquants de l'année 1751 en architecture.

## Réalisations
- Marc Pierre de Voyer d’Argenson fonde l’École militaire, construite par Gabriel (1751-1769).
- Construction de la Fontaine de Minerve à Bruxelles.

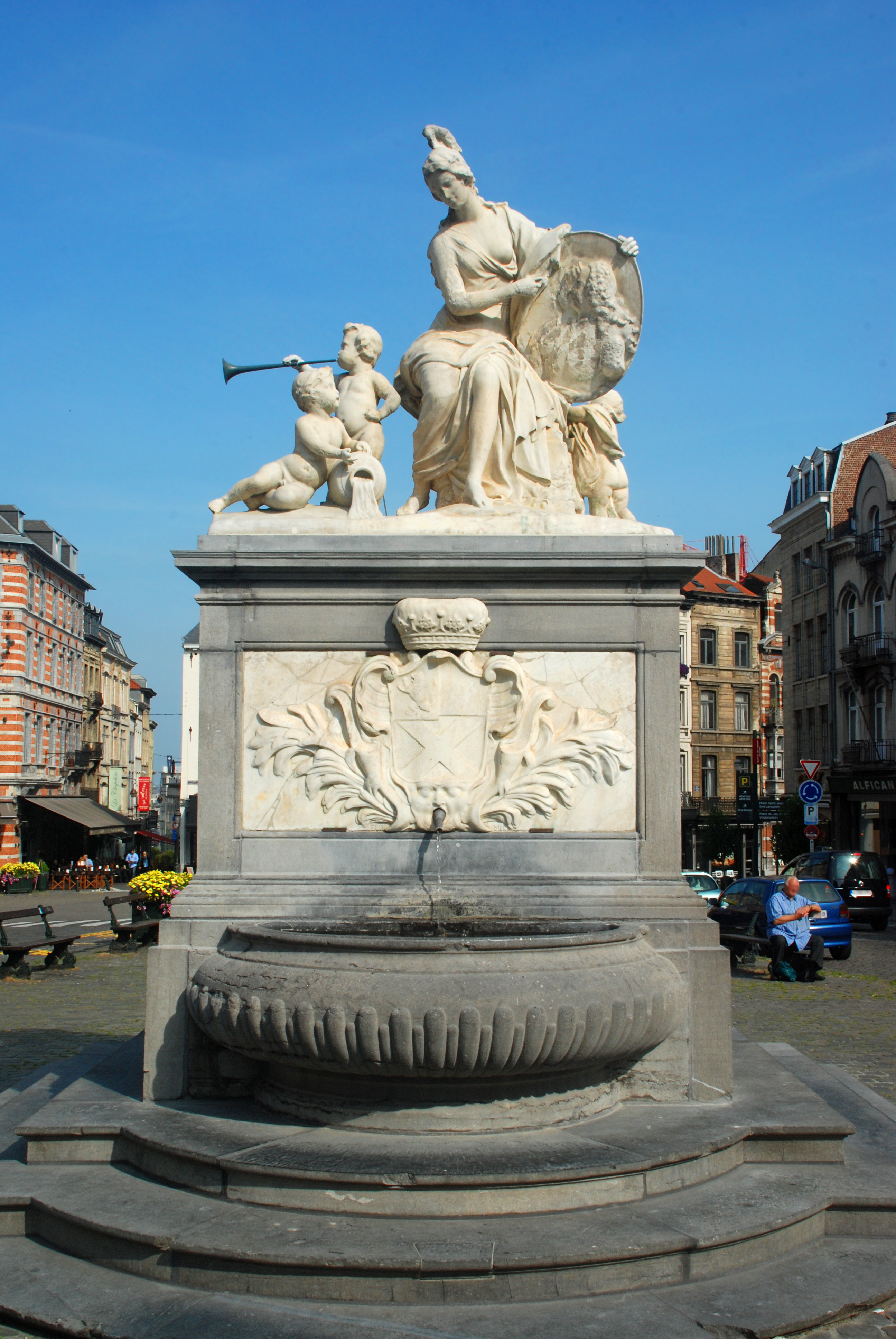
La Fontaine de Minerve en 2013.

## Événements
- Février : Michel-Barthélemy Hazon est nommé contrôleur particulier de l'École militaire.

## Récompenses
- Prix de Rome (sujet : une fontaine publique) : Marie-Joseph Peyre, premier prix ; Pierre-Louis Moreau-Desproux, deuxième prix ; Pierre-Louis Helin, troisième prix.

## Naissances
- x

## Décès
- Richard Cassels (° 1690).